# Linum allredii
Linum allredii är en linväxtart som beskrevs av Sivinski och M.O.Howard. Linum allredii ingår i släktet linsläktet, och familjen linväxter. Inga underarter finns listade i Catalogue of Life.